# سلسلة القيمة الزراعية

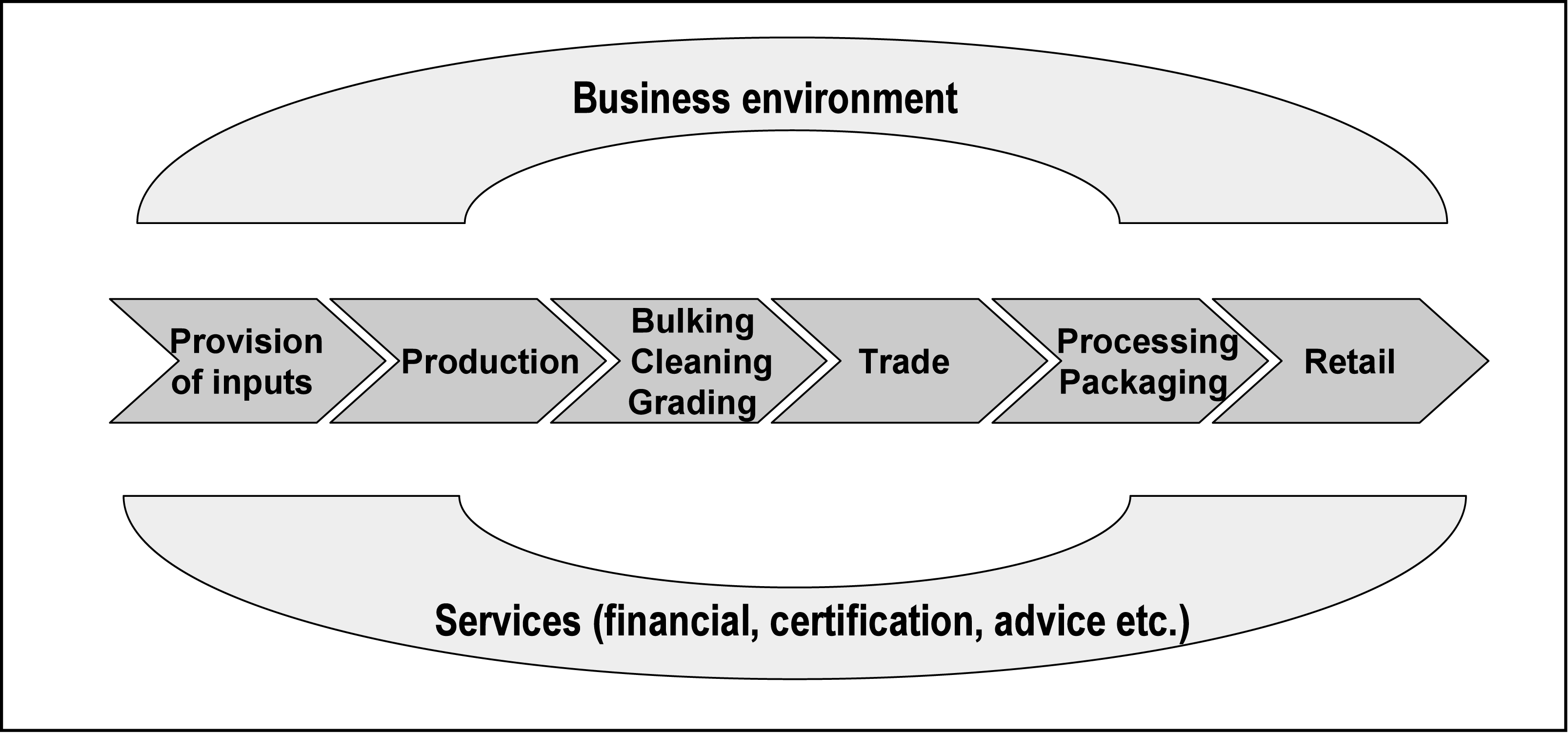
سلسلة القيمة النموذجية

اِستُخدِمَ مفهوم سلسلة القيمة الزراعية منذ بداية الألفية، وبشكل رئيسي من قبل العاملين في مجال التنمية الزراعية في البلدان النامية. على الرغم من عدم وجود تعريف مقبول عالميًا للمصطلح، إلا أنه يشير عادةً إلى مجموعة متكاملة من السلع والخدمات (سلسلة القيمة) اللازمة لانتقال المنتج الزراعي من المنتج إلى المستهلك النهائي.

## خلفية
عُمِّم لأول مرة مصطلح سلسلة القيمة في كتاب نشر في عام 1985 من قبل مايكل بورتر، الذي استخدمه لتوضيح كيف يمكن للشركات أن تحقق ما سماه «الميزة التنافسية» عن طريق إضافة القيمة داخل مؤسستهم. بعد ذلك، تُبُنِّي هذا المصطلح لأغراض التنمية الزراعية وأصبح الآن رائجًا إلى حد كبير بين العاملين في هذا المجال، مع عدد متزايد من منظمات الإغاثة الثنائية والمتعددة الأطراف التي تستخدمه لتوجيه تدخلاتهم التنموية.